# Gustaf Frödings stipendium
Gustaf Frödings stipendium är ett stipendium som delas ut av Uppsala studentkår. Studentkåren startade 1903 en fond för att trygga den sjuklige Gustaf Frödings ålderdom. Efter skaldens död valde kåren att förvandla fonden till ett författarstipendium. Det första stipendiet delades ut 1923 och delas nu ut vart tredje år efter omröstningar bland studenterna vid Uppsala universitet.
År 2017 var prissumman 150 000 kronor, vilket gör det till ett av de största litteraturpriserna i Sverige. Priset är ej att förväxla med Landstingets Frödingstipendium på 50 000 kronor som delas ut av Värmlands läns landsting.

## Stipendiater
- 1923 – Ola Hansson
- 1926 – Vilhelm Ekelund
- 1934 – Jarl Hemmer
- 1941 – Hjalmar Söderberg
- 1942 – Nils Ferlin
- 1947 – Harry Martinson
- 1952 – Gunnar Ekelöf
- 1957 – Fritiof Nilsson Piraten
- 1962 – Evert Taube
- 1966 – Birgitta Trotzig
- 1969 – Tage Danielsson
- 1972 – Per Erik Wahlund
- 1975 – Göran Sonnevi
- 1978 – Tomas Tranströmer
- 1981 – Povel Ramel
- 1984 – Ej utlyst
- 1987 – Hans Alfredson
- 1990 – Astrid Lindgren
- 1993 – Jonas Gardell
- 1996 – Kerstin Ekman
- 1999 – Inger Edelfeldt
- 2002 – Agneta Pleijel
- 2005 – Johanna Nilsson
- 2008 – Sara Stridsberg
- 2011 – Liv Strömquist
- 2014 – Jenny Wrangborg
- 2017 – Johannes Anyuru
- 2020 – Jonas Hassen Khemiri